# Protosmia megaceps
Protosmia megaceps là một loài Hymenoptera trong họ Megachilidae. Loài này được Kohl mô tả khoa học năm 1906.